# Escala Antoniadi
A escala Antoniadi é um sistema utilizado astrônomos amadores para categorizar as condições do tempo ao se observar estrelas no céu noturno.

## Invenção

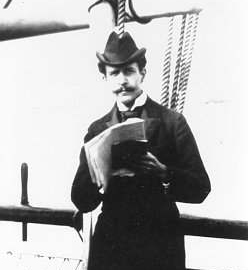
E. M. Antoniadi.

A escala Antoniadi foi inventada por Eugène Antoniadi, um astrônomo grego que viveu de 1870 a 1944. Viveu a maior parte de sua vida na França, onde passava muito tempo observando o planeta Marte utilizando equipamentos do observatório de Camille Flammarion. Antoniadi era muito prestigiado e, com o passar do tempo, foi lhe permitido realizar suas observações do Observatório de Paris, o maior de sua época.

## Uso atual
Atualmente, essa escala é considerada uma métrica do seeing astronômico, sendo empregada como uma medida padrão deste fenômeno ao redor do globo. Até recentemente, os astrônomos têm debatido a necessidade de um novo sistema de categorização com maior número de classificações.

## Descrição
A escala emprega um sistema de cinco pontos, de tal modo que, ao passo que a pontuação de 1 se encontra associada a condições ótimas de seeing, a pontuação de 5 demarca as piores condições atmosféricas quanto à ocorrência desse fenômeno. As definições de cada graduação estão descritas abaixo:
1. (I.) Seeing perfeito, nenhum movimento da imagem, mesmo em grandes ampliações (100X ou mais).
2. (II.) Tremor leve com momentos de calma que duram vários segundos.
3. (III.) Tremor moderado com tremores maiores, embaçamento da imagem.
4. (IV.) Fraca e constante ondulação da imagem.
5. (V.) Seeing muito ruim, não é capaz de fazer nem mesmo um esboço de imagem.[2]

Observe que as categorias da escala são tipicamente indicadas pelo uso de numerais romanos ou algarismos indo-arábicos.

## Outras maneiras de se avaliar oseeing
Os astrônomos desenvolveram inúmeros outros métdos para definir a qualidade do seeing sem a necessidade de utilização da escala Antoniadi, as quais incluem:
- Análise da transparência do céu
- Análise da magnitude limite
- Uso de um exposímetro

## Links externos
- Antoniadi_scale.html Arquivado em 2007-11-09 no Wayback Machine